# ロウアー・ニューヨーク湾

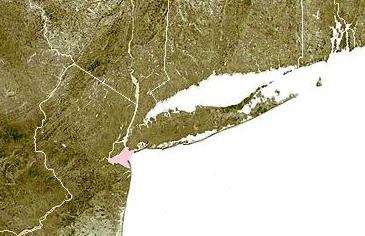
ピンクの部分がロウアー・ニューヨーク湾

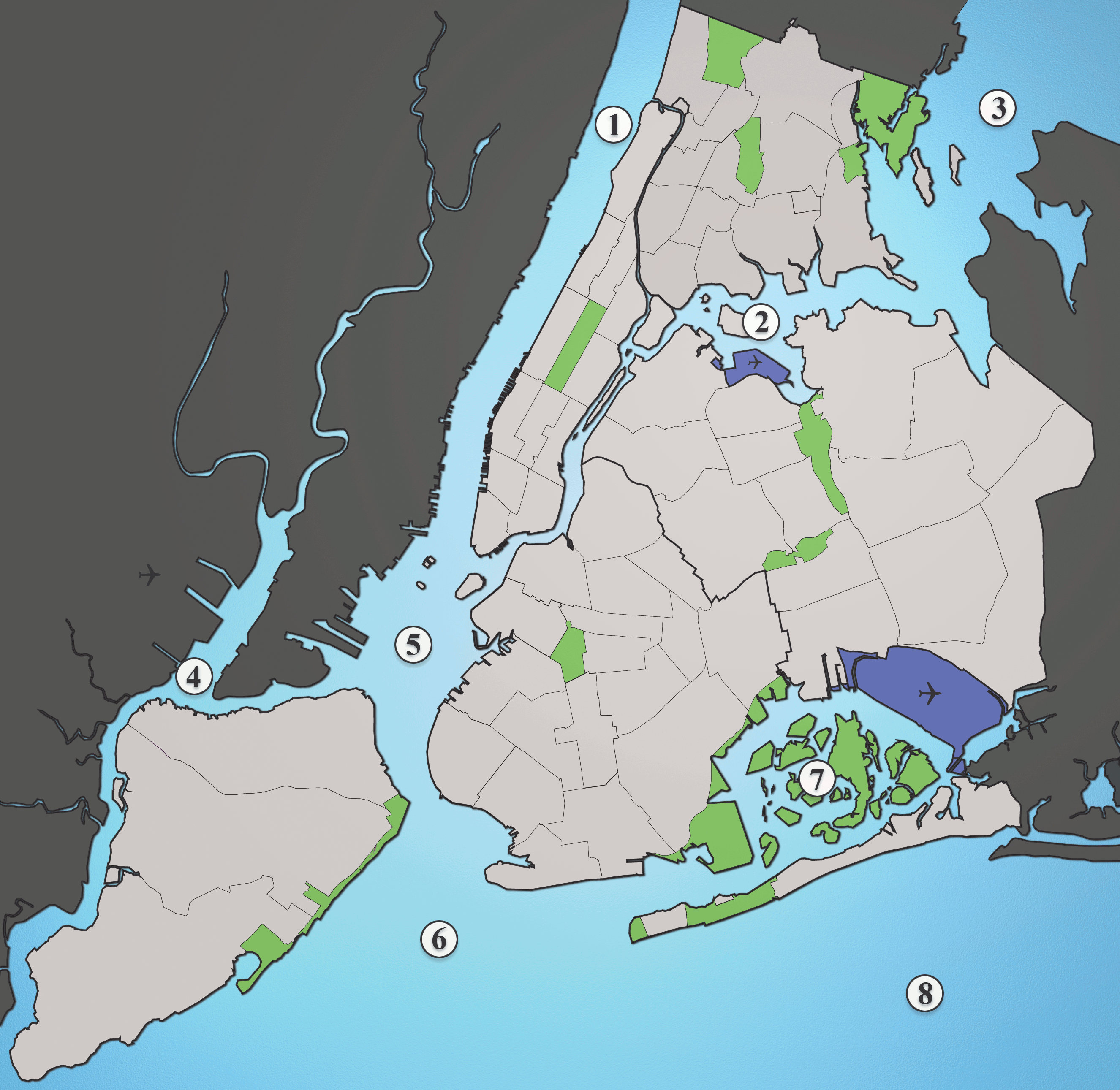
ハドソン川河口の水系：1. ハドソン川, 2. イースト川, 3. ロングアイランド湾, 4. ニューアーク湾 (en), 5. アッパー・ニューヨーク湾, 6. ロウアー・ニューヨーク湾, 7. ジャマイカ湾 (en), 8. 大西洋

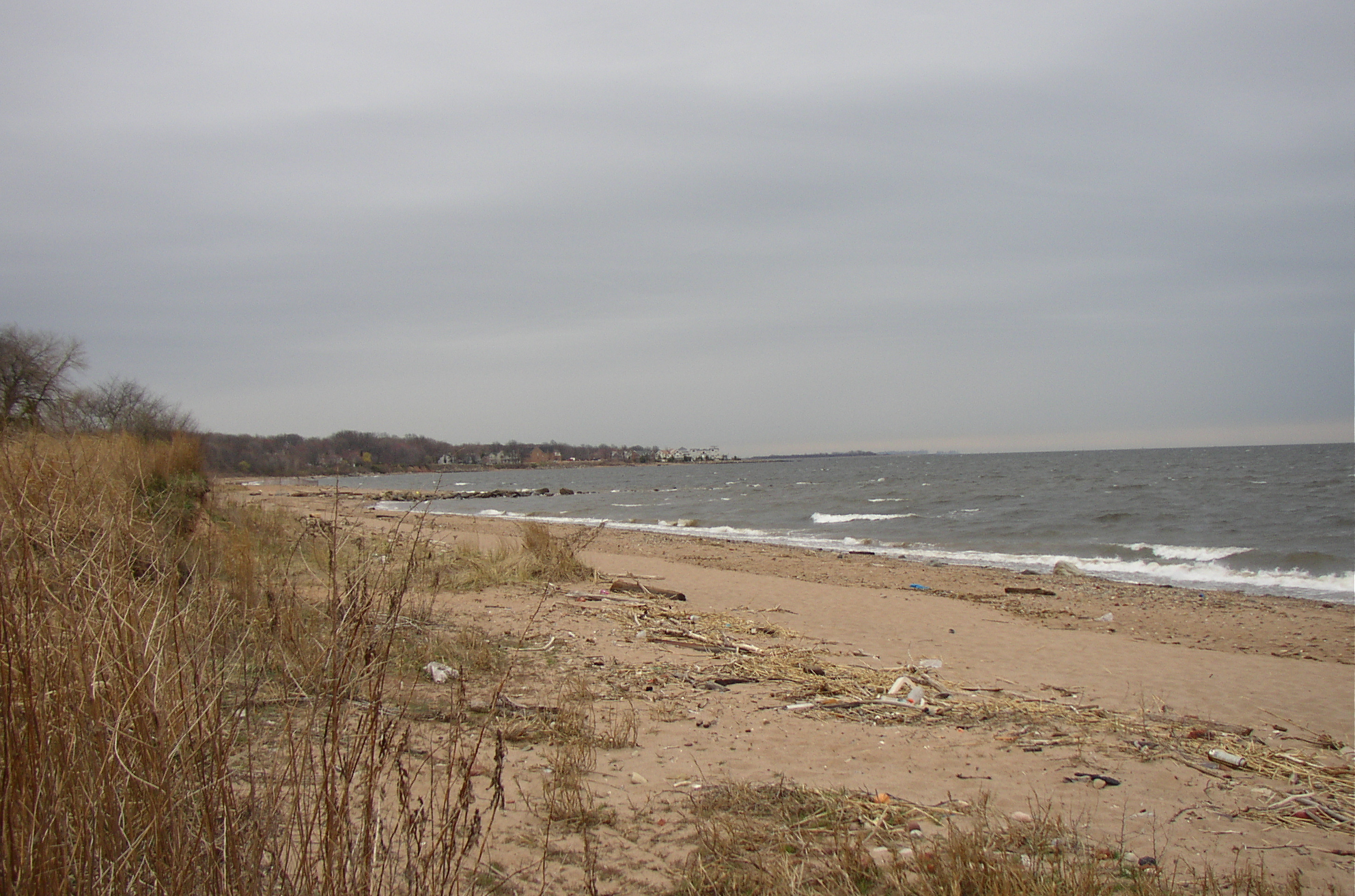
スタテンアイランドのウルフズ・ポンド・パーク (en) からのロウアー・ニューヨーク湾の眺め。

ロウアー・ニューヨーク湾 (ロウアー・ニューヨークわん、Lower New York Bay) は、ニューヨーク湾の中でも特にザ・ナローズ (en) より南の海域を指す。ザ・ナローズはスタテンアイランドとブルックリンの沿岸の間に渡る比較的狭い海峡である。この湾の最南端は大西洋に直接開けている。二つの陸の地物、サンディ・フック (en) とロングアイランドのロッカウェイ (en) がこの大西洋との境目に位置している。スタテンアイランドとニュージャージーに挟まれたこの湾の南の領域、ラリタン川 (en) の河口はラリタン湾 (en) と呼ばれる。ハドソン海底谷 (en) は最終氷期の海面が現在よりも低かった頃に存在したハドソン川の古代の河床であり、ロウアー・ニューヨーク湾から南東の大西洋に向かって数百マイルの大きさで横たわっている。ロウアー・ニューヨーク湾のすぐ南東の、ニュージャージーとロングアイランドの間の大西洋の海域はニューヨーク湾入部 (en) である。

## 歴史と地理
レナペの時代以前より、ネイティブ・アメリカンがこのエリアに住み着いていた。ロウアー湾は豊かな海洋生態系 (en) を保っており、複数種の魚や軟体動物、特にカキ、アサリ（クラム）およびムール貝（マッセル）の繁殖場所となっている。20世紀には、人口の増加と工業汚染により、この湾の水質と海洋生物を養うことのできる環境は大幅に損なわれた。この湾の水質はクリーン・ウォーター法 (en) の成立により改善に向かっている。
ロウアー・ニューヨーク湾を通過する主要な航行水路はアンブローズ水路 (en) である。これは幅2,000フィートで、水深40フィートまで浚渫されている。この水路は干潮時で37フィートの喫水までの船が航行可能となっている。アンブローズ水路への入り口は長年の間ライトシップ・アンブローズ (en) によって指示されていたが、アンブローズ灯台 (en) が現在はその役目を担っている。
ブルックリンのブライトン・ビーチ (en) およびコニー・アイランドには、この湾に面したいくつかの人気のあるビーチがある。スタテンアイランドにもこの湾に面するビーチがある。サンディ・フックおよびロッカウェイには、この湾のすぐ外側の大西洋に面したビーチがある。

### 灯台
いくつかの灯台が航行指示のためにロウアー・ニューヨーク湾の周りに建てられた。これは地上に建つものと湾内に建つものがある。最も初期のものは、植民地時代にサンディ・フックに建てられたものである。
ニュージャージー州：
- チャペル・ヒル・リア・レンジ灯台 (en)
- コノバー・ビーコン (en)
- グレート・ベッズ灯台 (en)
- ナバシンク・ツイン灯台 (en)
- サンディフック灯台

ニューヨーク州：
- コニーアイランド灯台 (en)
- ニュー・ドロップ灯台 (en)
- プリンスズ・ベイ灯台 (en)
- スタテンアイランド灯台 (en)

ロウアー・ニューヨーク湾内：
- ロマー・ショウル灯台 (en)
- ウエスト・バンク灯台 (en)

### 島
ロウアー・ニューヨーク湾には二つの小さな人工島がある。これらはスタテンアイランドのサウス・ビーチ (en) から1マイルほどの湾内に位置している。 
- ホフマン島 (en) は、1873年にオーチャード・ショウル（Orchard Shoals、果樹園浅瀬）を埋め立てて造られた。この島の名前は、かつてのニューヨーク市長（1866–1868年）で後のニューヨーク州知事（1869–1871年）であったジョン・T・ホフマン (en) より取られている。ホフマン島の面積は11エーカー（4.45ヘクタール）である。
- スウィンバーン島 (en) は、面積約4エーカー (16,000 m²) でホフマン島のすぐ南に位置している[2]。スウィンバーン島は当初はディックス島 (Dix Island) と呼ばれていたが、南北戦争中の著名な軍医ジョン・スウィンバーン (en) の名誉を讃え現在の名前となった[3]。

20世紀初頭、これらの島はエリス島の移民局にやってきた移民の中で、伝染病に罹患している者を隔離するための検疫所として使われていた。第二次世界大戦開戦時、1938年よりアメリカ合衆国商船隊 (en) はこれらの島を訓練場として使用した。この期間に建設されたクォンセット (en) が現在もこの島に建っている。
第二次大戦中、この島の他の主要な任務は対潜水艦網 (en) の係留地として使用されることであった。ニューヨーク湾と大西洋の間に柵を巡らすことで、敵の潜水艦が侵入できないようにされていた。これらの島は現在はゲートウェイ・ナショナル・レクリエーション・エリア (en) の一部となっている。
フォート・ラファイエット (en) は、ブルックリン沿岸のザ・ナローズにかつてあった小さな島の上に建てられていた。この島はヴェラザノ・ナローズ・ブリッジの建設に伴い、取り除かれた。コニー・アイランドは元々はブルックリンの南岸から狭い海峡で隔てられた島であったが、埋め立てによってロングアイランドとつながっており、アイランドの名はそのままだが、現在は半島となっている。